# Kelurahan Kalibaru
Kelurahan Kalibaru är en administrativ by i Indonesien.   Den ligger i provinsen Jawa Barat, i den västra delen av landet, 14 km öster om huvudstaden Jakarta.